# المجمع المغلق مايو 1605
المجمع المغلق مايو 1605 هو المجمع الموكول بانتخاب بابا الكنيسة الكاثوليكية الجديد بعد استقالة البابا. انعقد مجمع الكرادلة لانتخاب البابا الجديد بدءًا من
8 مايو 1605 وانتهى في 16 مايو 1605. انتُخبَ بولس الخامس ليكون البابا الجديد للكنيسة.
عُقدَ المجمع في الدولة البابوية في مايو 1605.